# Anna Demetrio
Anna Demetrio (1892–1959) fue una actriz italiana con nacionalidad estadounidense. Hablando inglés con un fuerte acento, solía interpretar a personajes extranjeros en una serie de roles de reparto. En 1950 protagonizó la comedia de situación Mama Rosa, en la que interpretó el personaje principal.

## Filmografía seleccionada
- Too Much Harmony (1933)
- Manhattan Merry-Go-Round (1937)
- In Old Mexico (1938)
- Escape to Paradise (1939)
- Young Buffalo Bill (1940)
- Miss V from Moscow (1942)
- Submarine Base (1943)
- Dragon Seed (1944)
- Call of the South Seas (1944)
- Appointment with Murder (1948)
- September Affair (1950)